# Hellig kilde i Asdal Sogn
I Lilleheden Klitplantage ikke langt fra Hirtshals finder man en af landets mange hellige kilder. Den findes umiddelbart syd for den asfalterede skovvej, hvor Kjul å krydser vejen. Den ligger cirka 4 meter over åens niveau.
Så vidt vides har denne kilde intet navn, og der er heller ikke store sagn og historier om den. Vi har dog en enkelt fortælling, der dog nok mere er myte end virkelighed. Ifølge overleveringen strandede et hollandsk skib en nat ved kysten. Herremand på Asdalgård, sagnfiguren Karl Pølse, og hans folk gik til angreb på de overlevende fra skibsforliset for at kunne gå på rov i skibets last. Men hollænderne ydede åbenbart mere modstand end Karl Pølse havde ventet så det blev til voldsom kamp, hvorunder Karl Pølses hest blev stukket i bringen og blødte meget. Han red derefter hurtigt til kilden og vaskede såret, og blodet standsede da også. Men Karl Pølses udåd fik kilden til at miste sin kraft. Heldigvis – vel især for turismen i området – genvandt den siden sin gamle kraft og blev en meget besøgt helligkilde.
I dag fremstår kilden meget sølle og dårligt vedligeholdt med et tykt lag andemad. Kilden består af et lille, rundt bassin med uregelmæssigt opvæld i bunden og intet synligt afløb. Det interessante ved kilden er, at den ikke løber over i våde perioder, så man mener, at der findes et afløb fra kilden lige under jordoverfladen. Tilførslen af vand til kilden menes at ske gennem underjordiske vandårer.
|  | Denne artikel kan blive bedre, hvis der indsættes geografiske koordinater Denne artikel omhandler et emne, som har en geografisk lokation. Du kan hjælpe ved at indsætte koordinater i wikidata. |